# The Videos 1989-2004
The Videos 1989-2004 é um DVD da banda americana Metallica com todos os vídeos lançados entre os anos 1989 e 2004. Foi lançado no dia 4 de Dezembro de 2006 e vendeu mais de 28 mil cópias na primeira semana, foi lançado no mercado pela Warner Bros. Records porém a Elektra Entertainment detém os direitos autorais.

## Faixas
1. "One" (7:41)
2. "Enter Sandman" (5:28)
3. "The Unforgiven" (6:21)
4. "Nothing Else Matters" (6:24)
5. "Wherever I May Roam" (6:05)
6. "Sad but True" (5:26)
7. "Until It Sleeps" (4:32)
8. "Hero of the Day" (4:30)
9. "Mama Said" (4:51)
10. "King Nothing" (5:26)
11. "The Memory Remains" (4:37)
12. "The Unforgiven II" (6:33)
13. "Fuel" (4:35)
14. "Turn the Page" (5:49)
15. "Whiskey in the Jar" (4:43)
16. "No Leaf Clover" (5:33)
17. "I Disappear" (4:28)
18. "St. Anger" (5:50)
19. "Frantic" (4:55)
20. "The Unnamed Feeling"(5:29)
21. "Some Kind of Monster" (4:28)

### Faixas bónus
1. "2 of One" - Introdução (5:43)
2. "One (Versão de Jammin')" (5:05)
3. "The Unforgiven (Versão Teatral)" (11:29)
4. "Metallica: Some Kind Of Monster Trailer" (2:27)

## Produção
- Andie Airfix (Satori) - Design da capa
- Michael Agel - Foto da banda
- Mixado em The Document Room, Malibu, Califórnia
- Kevin Shirley - Surround Mix
- Drew Griffiths - Engenheiro
- Kvitka Jared - Engenheiro Assistente
- Bob Ludwig (Gateway Mastering) - Surround Audio Mastering
- Ted Jensen (Sterling Sound) - Audio Stereo Mastering
- David May - Produtor DVD
- Seann Cowling - Produtor Associado DVD
- Winscott Raena - Produtor Associado DVD
- Hall Ted (Pop Sound) - Mixer Pós-Produção
- Talton Jason (Pop Sound) - Assistente de Produção Mixer Post
- Sean Donnelly - Design menu do DVD
- Jim Atkins (Media Service Group) - Autoria do DVD
- Q Prime Inc. - Gestão

## Posições nas paradas
| Ano  | Parada               | Posição |
| ---- | -------------------- | ------- |
| 2006 | Billboard Top Videos | #3      |